# Yokozuna (Wrestler)
Rodney Agatupu Anoaʻi (* 2. Oktober 1966 in San Francisco, Kalifornien; † 23. Oktober 2000 in Liverpool, England) war ein amerikanischer Wrestler samoanischer Abstammung. Er war hauptsächlich für seine Auftritte in der World Wrestling Federation (heute WWE) unter dem Ringnamen Yokozuna bekannt, was in Japan den höchsten Rang im Sumō bezeichnet. Yokozuna erhielt zweimal den höchsten Titel der World Wrestling Federation. Er zeichnete sich durch seine enorme Masse von zeitweilig über 300 kg aus.

## Karriere

### Anfänge
Als Mitglied der großen samoanischen Wrestlingfamilie wurde Anoaʻi bereits als Kind von seinen Onkeln Afa und Sika trainiert. In den Anfängen seiner Karriere kämpfte er in Japan und Mexiko unter dem Namen Great Kokina. Seine ersten größeren Auftritte in den USA absolvierte er als Kokina Maximus in der American Wrestling Association, wo er unter anderem mit Verne Gagnes Sohn Greg fehdete. Zu dieser Zeit wog Anoaʻi etwa 180 kg und war somit noch deutlich beweglicher als im späteren Stadium seiner Karriere. Er konnte in der AWA keine Erfolge verbuchen und verließ die USA vorübergehend wieder.

### WWF
1992, mittlerweile über 200 kg schwer, wurde Anoaʻi von Vince McMahon in die World Wrestling Federation geholt. Er bekam das Gimmick eines japanischen Sumōtori (da McMahon bereits zu viele Samoa-Gimmicks unter Vertrag hatte) und trat fortan unter dem Ringnamen Yokozuna (entspricht dem Namen des höchsten Ranges im Sumō) auf. Als Manager wurde ihm Mr. Fuji an die Seite gestellt; später kam noch Jim Cornette als amerikanisches Sprachrohr dazu.
Anoaʻi besiegte schnell eine Vielzahl amerikanischer Wrestler in Squash-Matches, so z. B. Virgil in seinem PPV-Debüt bei der Survivor Series 1992. Beim Royal Rumble 1993 wurde er als einer der Favoriten für die jährliche Battle Royal angekündigt, da es unmöglich schien, einen Mann seiner Masse über das oberste Seil zu befördern. In der Tat durfte Anoaʻi die Battle Royal gewinnen und erhielt somit einen Titelkampf um die WWF World Championship bei WrestleMania IX.

#### World Champion
Bei WrestleMania ließ man Anoaʻi den amtierenden Champion Bret Hart durch einen Trick seines Managers besiegen, indem Mr. Fuji Hart während des Sharpshooters Sand ins Gesicht warf. Doch direkt nach seinem Titelgewinn musste er seinen neu gewonnenen Titel, in einem durch Storyline erklärten Spontankampf, bereits wieder an Hulk Hogan abgeben. Anoaʻis erste Titelregentschaft gilt in der WWE-Geschichte damit als kürzeste offiziell anerkannte.
Das Rückmatch zwischen Anoaʻi und Hulk Hogan fand zwei Monate später beim King of the Ring 1993 statt. Erneut ließ man den amtierenden Champion durch einen Trick verlieren. Kurz darauf verließ Hogan die WWF in Richtung World Championship Wrestling.
Um Anoaʻi weiter im Blickpunkt zu halten, veranstaltete man eine „Bodyslam Challenge“. Viele Wrestler und Athleten aus anderen Sportarten versuchten, am mittlerweile über 230 kg schweren Wrestler einen Bodyslam auszuführen, doch niemand schien in der Lage zu sein. Als sämtliche Herausforderer gescheitert waren, kam überraschend der vorher als Bösewicht aufgetretene Lex Luger hinzu, durfte ihn auf die Matte befördern und wurde dadurch sofort zum Face. Für Luger blieben Titelkämpfe gegen Anoaʻi wie beim Summerslam 1993 jedoch erfolglos.
Der nächste Fehdengegner war der Undertaker. Beim Royal Rumble 1994 trafen sie in einem Sargmatch aufeinander, welches Anoaʻi gewinnen durfte. Im weiteren Verlauf des Abends kam es in der 30-Mann Battle Royal zu keiner eindeutigen Entscheidung, da sich Bret Hart und Lex Luger als letzte verbliebene Kontrahenten gleichzeitig gegenseitig hinausbeförderten; folglich stand beiden ein Titelkampf zu. Der (Kayfabe-)Präsident Jack Tunney entschied, dass ein Münzwurf über die Konstellationen bei WrestleMania X entscheiden solle. Luger gewann diesen und sollte als erster gegen Anoaʻi antreten. Bret Hart, der im ersten Match von WrestleMania zum Ausgleich ein Match gegen seinen Bruder Owen bestreiten musste, sollte dann auf den Sieger treffen und über den endgültigen neuen Champion entscheiden.
Lex Luger musste seinen Kampf bei WrestleMania auf Anweisung verlieren, da er sich am Abend vor der Veranstaltung nicht seiner Position in der Organisation entsprechend verhielt. Damit wurde Anoaʻi der erste Heel, der einen Titel bei einer WrestleMania erfolgreich verteidigte. Im zweiten Titelmatch des Abends erhielt Bret Hart den Titel schließlich zurück.

#### Tag Team mit Owen Hart
Nachdem er den Rest des Jahres in der Midcard verbracht und bei der Survivor Series 1994 schließlich ein erneutes Sargmatch gegen den Undertaker verloren hatte, legte er eine Pause ein. Bei WrestleMania XI kehrte er überraschend als Tag-Team-Partner von Owen Hart zurück und gewann mit ihm die WWF Tag Team Championship von den Smoking Gunns (Billy und Bart Gunn). Obwohl die beiden den Titel über einige Monate halten konnten, wurde es offensichtlich, dass er sich in sehr mangelhafter Form befand – er hatte mittlerweile die Marke von 300 kg überschritten (inoffiziell sprach man von etwa 700 amerikanischen Pfund, also 318 kg), sodass das Team nahezu ausschließlich von Hart getragen werden musste. Im September 1995 traf Anoaʻi zusammen mit dem British Bulldog auf Shawn Michaels und Diesel. Während des Kampfes kam sein eigentlicher Partner Owen Hart zum Ring und wurde von Diesel gepinnt. Zwar wurde Michaels und Diesel daraufhin die Tag Team Championship verliehen (wodurch die beiden Männer alle Herren-Titel der WWF gleichzeitig hielten), doch da Hart kein offizieller Teil des Matches war, erhielten er und Anoaʻi den Titel am nächsten Tag zurück. Am selben Abend verloren sie ihn jedoch endgültig an die Smoking Gunns.

#### Face-Turn
Anfang 1996 geriet Anoaʻi beim Royal Rumble laut Storyline mit Vader – einem neuen Schützling von Jim Cornette – aneinander, nachdem beide gleichzeitig von Shawn Michaels herausgeworfen worden waren. Daraufhin turnte er zum Face, trennte sich von Cornette und gab erstmals Interviews auf Englisch. Nachdem er bei Wrestlemania XII ein Match gegen Cornettes Stable Camp Cornette, zu dem neben Vader auch der British Bulldog und sein ehemaliger Partner Owen Hart gehörten, bestritten hatte, legte er kurz darauf eine mehrwöchige Pause ein, um sein Gewichtsproblem in den Griff zu bekommen. Gemäß Storyline erlitt er dazu während eines Matches gegen Vader einen Beinbruch; da er für eine Trage zu schwer war, musste Anoaʻi mit einem Gabelstapler aus der Halle gebracht werden. Zum Pay-per-View In Your House kehrte er zurück in den Ring: Während der ursprünglichen Aufzeichnung, die aufgrund eines Stromausfalls jedoch abgebrochen werden musste, durfte er Vader zunächst besiegen; bei der Neuaufzeichnung zwei Tage später unterlag er seinem Gegner. Beim Summerslam 1996 trat er erfolglos gegen Steve Austin an. In seinem letzten PPV-Auftritt bei der Survivor Series 1996 stand er in einem 4-on-4-Elimination-Match unter anderem Vader gegenüber und wurde disqualifiziert. Erneut pausierte er, doch auch ein Gewichtsverlust von knapp 50 kg befriedigte die besorgten WWF-Offiziellen nicht. 1998 wurde er endgültig entlassen.

### Independent Promotionen
Nach seiner WWF-Karriere kämpfte Anoaʻi für einige Independent-Ligen. Seinen letzten größeren Auftritt hatte er beim „Heroes of Wrestling“-PPV im Oktober 1999, bei dem er viel übergewichtiger als zu seiner WWF-Zeit wirkte. Er kämpfte dabei in einem unrühmlichen Match zusammen mit dem offensichtlich stark betrunkenen Jake Roberts gegen King Kong Bundy und Jim Neidhart.

## Tod
Anoaʻi verstarb am 23. Oktober 2000 im Alter von 34 Jahren an einem Lungenödem. Frühere Berichte über einen möglichen Herzinfarkt stellten sich als falsch heraus. Zu dieser Zeit war er gerade auf einer Wrestling-Tour in Liverpool. Das letzte Match vor seinem Tod bestritt er gegen Shinjiro Ohtani.
Am 31. März 2012 wurde er von Jimmy und Jey Uso in die Hall of Fame eingeführt.

## Erfolge

### Titel
- Universal Wrestling Association
  - 1× Universal Wrestling Association World Trios Championship
- World Wrestling Federation
  - 2× WWF Tag Team Championship  mit Owen Hart
  - 2× WWF World Heavyweight Championship

### Auszeichnungen
- World Wrestling Federation
  - 1× Royal Rumble Gewinner 1993
  - WWE Hall of Fame 2012